# Lidský penis
Lidský penis neboli pyj (mužský pohlavní úd) je vnějším orgánem mužské vylučovací a pohlavní soustavy.
Penis se dělí na několik částí – kořeny, bulbus spojený s corpus spongiosum a žaludem (glans). Jeho vnitřní stavba je tvořena třemi topořivými tělesy. a k nim se přimyká zásobní svazek nervů a cév. Od bulbu až do konce žaludu jím prochází močová trubice, která je společným vývodem vylučovací i pohlavní soustavy. Volná část penisu je pokrytá jemnou kůží, přecházející v řasu pokrývající žalud, předkožku a i žalud sám je pokrytý tenkou kůží.
Jeho funkcí je schopnost odvádět moč při mikci a při erekci umožňuje pohlavní styk včetně dopravy spermatu.
Vývojově penis vychází z pohlavního hrbolku, který se u zárodku pod hormonálním vlivem mění na mužský orgán, nebo analogicky v ženský klitoris. Částečně je pak i analogií k malým stydkým pyskům (labia minora).

## Anatomická stavba penisu
Vnitřní stavba penisu se skládá ze třech topořivých těles, dvou rovnoběžných kavernózních topořivých těles válcového tvaru (corpora cavernosa) a jednoho houbovitého tělesa uloženého ve výduti pod nimi (coprus spongiosum). Houbovité těleso tvoří na hrázi, těsně pod pánevním dnem oblý útvar nazývající pyjová bulva (bulbus penis); houbové těleso má také vlastní arteriální větev. Pár kavernózních těles je zadními konci, kořeny, přirostlý k ramenům stydké kosti (crura penis) a pod stydkou sponou se spojuje do jednoho útvaru. Zde je také upevněn vazivový závěs penisu. Tělesa obsahují malé dutiny – kaverny, které se při erekci naplňují krví; zhruba středem obou těles procházejí dvě arterie, které je krevně zásobují. Povrch těles, určující jejich tvar, je tvořen poměrně tlustou blánou se značnou pevností, tzv. bělavý obal (tunica albuginea). Penis je z další podstatné části nervově a cévně zásoben ze svazku na jeho svrchní straně, uložené pod Buckovou fascií (dvě dorsální artérie a tzv. hluboká žíla). Odtud pak vycházejí boční větve obkružující tělo penisu. Nad Buckovou fascií nalezneme další dvě žíly, kryté fascií nazývanou svalový obal (tunica dartos). Obě fascie tvoří pevnou tkáňovou pochvu okolo kavernózních těles. Stištění zmíněné žilní pleteně mezi kavernózní tělesa a tuto pochvu tvoří část procesu erekce.
Penisem probíhá poslední část močové trubice. Ta vstupuje do penisu při ústí pyjové bulvy a její zakončení se nachází na ústí žaludu. Její průměrná délka bývá orientačně uváděná asi na 15 cm.
Z vnější stavby můžeme penis rozdělit na kořen penisu (radix penis) a pyjový bulbus, tělo penisu (corpus penis) a žalud (glans penis). Povrch penisu je kůže prostoupená mnoha nervovými zakončeními. Kůže žaludu obsahuje malé množství keratinu, jenž zajišťuje ochranu proti vnějším vlivům; je však tenká, a proto je tato tkáň prostupná pro zdroje nákazy včetně např. viru HIV. Žalud má zhruba tvar komolého kužele s ogivální horní základnou s vyústěním a na druhé straně výrazným lemem u dolní základny, tzv. koronou. Je překryt kožní řasou – předkožkou. I povrch žaludu tvoří tenká kůže (nikoliv sliznice). Mezi předkožkou a spodní stranou žaludu se nachází propojení, tzv. uzdička, je to většinou nejcitlivější místo povrchu. Někdy ale může být krátká a způsobovat problémy.
Na hranici mezi žaludem a tělem penisu se kolem dokola mohou nacházet bílé malé „pupínky“, které se odborně nazývají papillae coronae glandis či hirsuties papillaris genitalis.
Růst penisu probíhá v několika fázích. První je vývoj a akcelerace u plodu. Od novorozence roste kontinuálně zhruba úměrně k celkovému vzrůstu. Růst znovu akceleruje pod hormonálním vlivem s nástupem puberty a končí s koncem růstu vazivových tkání. Tento předěl, tedy ukončení, lze dobře zaznamenat na rentgenu konce velkých kostí, kde je vidět uzavření růstových štěrbin.

## Fyziologická funkce a erekce
Pro rozmnožovací funkci má penis charakteristickou schopnost erekce. K erekci dochází poměrně složitým mechanismem po podráždění přes nervové smyčky dolní míchy. Ty mohou být aktivovány dotykem, pohlavním vzrušením přes CNS, ale i jinak. Běžná je např. ranní erekce při naplněném měchýři, který tlačí na okolní nervovou pleteň.

## Rozměry a tvar penisu
Výsledky měření se často významně liší, přičemž studie, které se opírají o vlastní měření, uvádějí výrazně vyšší průměrnou velikost než studie, které se opírají o měření provedené zdravotnickým pracovníkem. Systematický přehled 15 521 mužů z roku 2015, v němž byly subjekty měřeny zdravotníky, ukázal, že průměrná délka ztopořeného lidského penisu je 13,12 cm (5,17 palce), zatímco jeho průměrný obvod je 11,66 cm (4,59 palce).
Mezi všemi primáty je lidský penis největší co do obvodu, ale délkou je srovnatelný s penisem šimpanze a penisy některých dalších primátů. Velikost penisu je ovlivněna genetikou, hormonálním zásobením v růstu, ale také faktory prostředí, jako jsou léky na podporu plodnosti a vystavení chemickým látkám/znečištění. Nejdelší oficiálně zdokumentovaný lidský penis zaznamenal v roce 1940 lékař Robert Latou Dickinson. Měl délku 34,3 cm a obvod 15,9 cm.
Tvar penisu většinou podstatnou roli nemá, jde spíše o subjektivní preference. Je tu ovšem výjimka, kdy vlivem Peyronieho nemoci, která postihuje topořivá tělesa, dojde k výraznému vychýlení, které může znesnadňovat, nebo i vylučovat normální styk.

### Postoje mužů a žen k rozměrům penisu
Je široce rozšířeným názorem, že délka penisu má přímou souvislost se sexuální výkonností muže nebo uspokojením partnerky během pohlavního styku, sexuologové a především ženy samotné však tento názor obvykle odmítají.
- z většiny studií vyplývá, že pro ženy jsou podstatně důležitější jiné faktory (jako charakter partnera, péče o vzhled aj.) než rozměry jeho penisu[8]
- s rozměry penisu svého partnera je spokojeno 84 % žen, 14 % žen by si přálo, aby měl jejich partner větší penis a 2 % žen by si přálo, aby jejich partner měl penis menší[9]
- se svým penisem je spokojeno 55 % mužů; jiná studie uvádí, že se svým penisem v klidovém stavu je spokojeno 51 % mužů, v erigovaném stavu 83 % mužů[9]
- 69 % mužů svůj úd hodnotí jako průměrně velký, 26 % jako podprůměrně velký, 5 % jako nadprůměrně velký[9]
- za důležitou považuje délku penisu 21 % žen a obvod penisu 33 % žen[9]
- 90 % žen upřednostňuje před délkou penisu jeho šířku[8]
- pro sexuálně zkušenější ženy jsou rozměry penisu významnější než pro ženy sexuálně méně zkušené[10]
- ženy vyššího vzrůstu obvykle preferují podobně vysoké partnery,[11] přičemž existuje přímá (ačkoli slabá) korelace mužské tělesné výšky a délky penisu[12]

Z fyziologického hlediska pravděpodobně velikost penisu pro vzrušení ženy není významná, neboť citlivá je především zevní část pochvy, kam bez problémů pronikne i krátký penis. Kromě toho se pochva dokáže velikostně přizpůsobit rozměrům téměř jakéhokoliv penisu. Preference větších údů může mít tedy někdy spíše psychologické, a nikoliv fyziologické důvody, třebaže není vyloučeno, že větší pyj může ženu lépe stimulovat i fyzicky.